# Naunhof
Naunhof é um município da Alemanha, situado no distrito de Leipzig, no estado da Saxônia. Tem 39,49 km² de área, e sua população em 2019 foi estimada em 8.774 habitantes.